# 53109 Martinphillipps
53109 Martinphillipps este o planetă minoră (asteroid), cu un diametru de 6,432 km, din centura de asteroizi. A fost descoperită pe 12 ianuarie 1999 la  de Ian Paul Griffin⁠(d) și a fost numită după Martin Phillipps⁠(d). 
Obiectul prezintă o orbită caracterizată de o semiaxă mare de 2,5510283882155 UAi, o excentricitate de 0,12580879114943, o înclinație de 27,583830169111 ° în raport cu ecliptica.